# Nefermaat (II)
Nefermaat (II) fu un visir dell'Antico Egitto durante il regno di re Chefren, di cui era cugino, della IV dinastia.

## Biografia
Nefermaat (II), fu nipote del re Snefru, e figlio della figlia maggiore del re, Nefertkau I sorellastra di re Chefren. 

### Titolatura di Nefermaat (II)
Nefermaat (II) sommava in sé vari titoli:
| Titolo              | Traduzione                                                       | Indice dei termini p. |
| ------------------- | ---------------------------------------------------------------- | --------------------- |
| imy iz              | colui che regge l'ufficio, consigliere                           | 247                   |
| iry-pˁt             | nobile, principe ereditario, custode dei nobili                  | 1157                  |
| mniw nḫn            | protettore di Nekhen (Ieracompoli)                               | 1597                  |
| wr di.w pr ḏḥwty    | il più grande di cinque del tempio di Thot                       | 1471                  |
| ḥȝty-ˁ              | contabile                                                        | 1858                  |
| ḥrỉ-tp nḫb          | signore di Nekheb                                                | 2374                  |
| ȝrp iȝwt nbwt nṯrwt | direttore di ogni ufficio divino                                 | 2541                  |
| ḫrp ˁḥ              | direttore di Palazzo                                             | 2579                  |
| htm (ty) -bity      | sigillo del Signore dell'alto e basso Egitto                     | 2775                  |
| zȝ nswt             | figlio del re                                                    | 2911                  |
| zȝ nswt n ẖt.f      | figlio del re, del suo corpo                                     | 2912                  |
| smr wˁty n(y) mrwt  | unico compagno                                                   | 3268                  |
| tȝyty zȝb ṯȝty      | colui che cura la porta (o cortina), capo della giustizia, visir | 3706                  |

## La tomba
Nefermaat (II) venne sepolto nella mastaba oggi contrassegnata dalla sigla G7060 di Giza, nei pressi della piramide di Cheope. La mastaba fa parte di un gruppo di altre sepolture tra cui la G7050 di sua madre, Nefertkhau I, e la G7070 di suo figlio Sneferukhaf.

### Annotazioni
1. ↑  I numeri romani tra parentesi accanto ad alcuni nomi non hanno valore di collocazione temporale o di discendenza, ma servono a differenziare casi di omonimia.
2. ↑  L'opera di Porter & Moss, "Topographical Bibliography of Ancient Egyptian Hierogliphic texts, reliefs, and paintings", presa in considerazione per la stesura della voce è così ripartita:
  - Vol. I, parte a., "The Theban Necropolis: private tombs", 1960;
  - Vol. I. parte b., "The Theban Necropolis: royal tombs and smaller cemeteries", 1964;
  - Vol. II, "Theban Temples", 1972;
  - Vol. III, parte a., "Memphis: Abu Rawash to Abusir", 1974;
  - Vol. III, parte b., "Memphis: Saqqara ti Dashur", 1981;
  - Vol. IV, "Lower and Middle Egypt: Delta and Cairo to Asyut", 1968;
  - Vol. V, "Upper Egypt sites: Deir Rifa to Aswan, excluding Thebes and the temples of Abydos, Dendera, Esna, Edfu, Kom Ombo and Philae, 1962;
  - Vol. VI, "Upper Egypt chief Temples: Excluding Thebes: Abydos, Dendera, Esna, Edfu, Kom Ombo and Philae", 1991;
  - Vol. VII, "Nubia, the Deserts and outside Egypt", 1975.
3. ↑  Tutti i visir della IV dinastia si fregiarono, tra gli altri, del titolo di "figlio del re" quale semplice titolo onorifico; l'effettiva discendenza, come in questo caso, viene sottolineata dall'indicazione "del suo corpo".
4. ↑  Secondo alcuni studi, tra gli altri George Andrew Reisner, Cheope potrebbe essere stato il padre di Nefermaat (II); tale ipotesi è stata tuttavia confutata da altri studiosi, tra cui Nigel Strudwick e Michel Baud.

### Fonti
1. ↑  Porter & Moss, Vol I/a, pp. 122.
2. ↑  Dodson e Hilton 2004.
3. ↑  Jones 2000.
4. ↑  Strudwick 1985, p. 110.